# Христо Юруков (лекар)
Вижте пояснителната страница за други личности с името Христо Юруков.
 Христо Лазаров Юруков е български лекар.

## Биография
Христо Юруков е роден в 1874 година в костурското село Лобаница, тогава в Османската империя, днес в Гърция. По-голям брат е на Никола Юруков. Завърщва медицина във Виенския университет в 1900 година
Участва в Първата световна война като санитарен подполковник, полкови лекар на Двадесет и пети пехотен полк. За бойни отличия и заслуги във войната е награден с ордени „Свети Александър“ и „За храброст“, IV степен.